# 越南百科辞典
《越南百科辞典》是越南国家编修的首部百科全书，分四卷，每卷1000页左右。涵盖约40个学科，4万个条目。其编辑工程1987年启动，2005年完成，耗费了320亿越南盾。大约有1200名科学家参加了百科的编辑。该百科辞典有电子版和免费的网络版。